# Rokietnica (województwo podkarpackie)
Rokietnica – wieś w Polsce położona w województwie podkarpackim, w powiecie jarosławskim, w gminie Rokietnica.
| SIMC    | Nazwa      | Rodzaj    |
| ------- | ---------- | --------- |
| 0610112 | Bania      | część wsi |
| 0610129 | Dolina     | część wsi |
| 0610135 | Dół        | część wsi |
| 0610141 | Grobla     | część wsi |
| 0610158 | Halicz     | część wsi |
| 0610164 | Kąty       | część wsi |
| 0610170 | Kmiecie    | część wsi |
| 0610187 | Nowy Świat | część wsi |
| 0610193 | Okopy      | część wsi |
| 0610201 | Parcelacja | część wsi |
| 0610218 | Przymiarki | część wsi |
| 0610224 | Słomianka  | część wsi |
| 0610230 | Sobolówka  | część wsi |
| 0610247 | Wola       | część wsi |
| 0610260 | Z Roli     | część wsi |
| 0610253 | Zawarcie   | część wsi |
| 0610276 | Żarkówka   | część wsi |

W latach 1975–1998 miejscowość położona była w województwie przemyskim. Przepływa przez nią rzeka, Łęk Rokietnicki.
We wsi znajduje się kościół św. Mikołaja i Maryi Panny z XV–XVI wieku, przebudowany w początkach XVII wieku. Potem odrestaurowywany jeszcze raz w 2017–2020. Są tam relikwie św. Walentego, dawnego patrona kościoła. Parafia Rokietnica znana była już w 1400 r., założona przez braci Mikołaja i Stanisława Derszniaków herbu Korczak.
8 marca 1943 w odwecie za zabicie konfidenta Gestapo, Niemcy spacyfikowali wieś. W trakcie akcji śmierć poniosło 45 mieszkańców.
W Rokietnicy znajduje się także dwór i park z wieku XIX.

## Sport
W miejscowości działa klub piłki nożnej, Pogórze Rokietnica, założony w 1976. W sezonie 2017/2018 występował w B klasie, grupa Jarosław I.